# Бистроглед
Бистроглѐд е село в Южна България, община Ардино, област Кърджали.

## География
| Население по години | Население по години |
| ------------------- | ------------------- |
| 1934 г.             | 230 души            |
| 1946 г.             | 242 души            |
| 1956 г.             | 180 души            |
| 1975 г.             | 190 души            |
| 1985 г.             | 164 души            |
| 1992 г.             | 55 души             |
| 2001 г.             | 41 души             |
| 2011 г.             | 37 души             |
| 2019 г.             | 77 души             |

Село Бистроглед се намира в източната част на Западните Родопи, на 5 – 10 km западно от границата им с Източните Родопи.
Селото отстои на около километър южно от град Ардино.

## История
Селото – тогава с име Мехмед кьой – е в България от 1912 г. Преименувано е на Бистроглед с министерска заповед № 3775, обнародвана на 7 декември 1934 г.

## Население
Преброяване на населението през 2011 г.
Численост и дял на етническите групи според преброяването на населението през 2011 г.:
|                     | Численост | Дял (в %) |
| Общо                | 37        | 100,00    |
| Българи             | 00        | 0,000     |
| Турци               | 37        | 100,00    |
| Цигани              | 0         | 0,00      |
| Други               | 0         | 0,00      |
| Не се самоопределят | 0         | 0,00      |
| Неотговорили        | 0         | 0,00      |

## Религии
Изповядваната религия в село Бистроглед е ислям.

## Обществени институции
Село Бистроглед към 2020 г. е център на кметство Бистроглед.